# 奥讷
奥讷（法語：Hône，法語發音：[on]）是意大利瓦莱达奥斯塔大区的一個市镇，人口約為1,175人（截至2020年）。該鎮位於阿尔纳平原的東部邊緣，坐落於多拉巴尔泰阿河與阿亚斯河的匯合處。奥讷以其豐富的歷史和文化遺產而聞名，並保留了許多中世紀的建築和遺址。

## 地理

奥讷位於多拉巴爾特亞河（中央山谷）和阿亚斯河（尚波尔谢谷）的匯合處。

奥讷位於瓦萊達奧斯塔的低谷地區，地勢相對平坦，但四周環山。該鎮的主要地標包括多拉巴爾特亞河上的橋樑和巴爾堡。奥讷的地理位置使其成為通往尚波尔谢谷的重要入口。

## 歷史

### 史前時代
奥讷的歷史可以追溯到青銅時代和鐵器時代，當時這裡已有人類居住。考古發現顯示，該地區存在被稱為“石杯”（pietre coppellate）的宗教儀式石頭，以及用作避難所的岩洞。

### 中世紀
在中世紀時期，奥讷屬於巴尔領主的領地，這些領主是瓦萊斯家族（Vallaise）和薩伏依家族（Savoia）的附庸。該鎮也是法蘭西大道（Via Francigena）的一部分，這是一條從韦雷斯和阿尔纳經過巴尔和多納斯通往其他地方的古老朝聖之路。

### 現代
奥讷是瓦萊達奧斯塔地區早期的冶金中心之一。20世紀初，該鎮建立了一家名為 Fabrique des clous 的工廠，為第一次世界大戰期間製造軍靴釘子。法西斯時期，奥讷被併入巴尔，後來再次獨立。

## 文化與遺產
奥讷的主要景點包括馬雷利宮和聖喬治教堂（Chiesa di San Giorgio）。該鎮還保留了中世紀的遺跡。奥讷的公共圖書館成立於1983年，現位於Émile Chanoux 31 bis號。圖書館擁有超過15,000本書籍，並提供免費的無線網絡服務。

## 語言與方言
奥讷的居民主要講法語和意大利語。此外，由於地理位置和歷史關係，當地人也講皮埃蒙特語。

## 經濟
奥讷的經濟主要依賴於水力發電和手工藝品製造。該鎮的水力發電廠利用多拉巴爾特亞河和周邊溪流的水源發電。手工藝品方面，木工製品尤為重要，包括製作牲畜項圈等。

## 行政
奥讷是瓦萊達奧斯塔大區罗莎峰奥斯塔谷市镇联合体的一部分。現任市長是亞歷克斯·米凱萊托（Alex Micheletto），自2010年起擔任該職位。

## 姊妹城市
- 瑞典努拉市鎮（自2008年）